# حمله کوسه
حمله کوسه (انگلیسی: Shark attack) هرگونه حادثهٔ حملهٔ کوسه به انسان است و در سراسر دنیا، سالانه در حدود ۸۰ حمله غیرمترقبه کوسه گزارش می‌شود. فارغ از نادر بودن چنین موضوعی، اغلب مردم پس از حملات سریالی ادواری همانند حملات سال ۱۹۱۶ کوسه‌ها در ساحل جرسی یا داستان‌های ترسناک و فیلم‌هایی همچون آرواره‌ها، به صورت ناخودآگاه از کوسه‌ها ترس دارند. از بین بیش از ۴۸۹ گونهٔ کوسه‌ها، تنها ۳ مورد مسئول حملات دو رقمی مهلک و غیرقابل تحریک توسط انسان‌ها هستند که عبارت هستند از کوسه سفید بزرگ، کوسه ببری و گاوکوسه. در این میان، کوسه سفیدلکه‌ای اقیانوسی احتمالاً افراد بیشتری را به کام مرگ کشانده‌است هر چند، این موضوع در آمار رسمی ثبت نشده‌است.
بر اساس پرونده بین‌المللی حملات کوسه (به اختصار ISAF)، بین سال‌های ۱۹۵۸ تا ۲۰۱۶ میلادی تعداد ۲۷۸۵ مورد حمله کوسه غیرقابل تأیید در سراسر جهان انجام‌شده‌است که ۴۳۹ مورد آن مرگبار بوده‌است. همچنین، بین سال‌های ۲۰۰۱ تا ۲۰۱۰ سالانه به‌طور متوسط ۴/۳ نفر در اثر حملات کوسه جان خود را از دست داده‌اند. در سال ۲۰۰۰ به تنهایی ۷۹ مورد حمله کوسه در سراسر جهان گزارش شد که ۱۱ مورد آن منجر به مرگ قربانی گردید. در سال‌های ۲۰۰۵ و ۲۰۰۶ نیز این تعداد به ترتیب به ۶۱ و ۶۲ نفر کاهش یافت. سال ۲۰۱۵ میلادی نیز با مجموع ثبت ۹۸ حمله بالاترین میزان ثبت‌شده را به خود اختصاص داد و این در حالی است که، ۵۸٪ حملاتی که در سال ۲۰۱۶ صورت گرفت با محوریت حمله به موج‌سواران بوده‌است.

## انواع حملات
شاخص‌های حمله کوسه از معیارهای مختلفی برای تعیین «تحریک بودن» یا «عدم تحریک» حمله استفاده می‌کنند. هنگامی که از نظر کوسه مورد بررسی قرار می‌گیرد، حمله به انسانهایی که به عنوان تهدیدی برای کوسه یا رقیبی برای منبع غذایی آن تلقی می‌شوند، همه حملات «تحریک شده» است.

### حمله تحریک شده
حملات تحریک شده هنگامی رخ می‌دهد که انسان حیوان را لمس می‌کند، قلاب می‌کند (صید)، یا خشمگین می‌کند.
حوادثی که در خارج از زیستگاه طبیعی کوسه رخ می‌دهد، مانند آکواریوم تحریک شده تلقی می‌شوند، مانند همه حوادث مربوط به کوسه‌های اسیر شده.
بعضی اوقات انسان‌ها سهواً حمله را تحریک می‌کنند، مثلاً وقتی موج سواری به‌طور تصادفی با تخته موج سواری به کوسه برخورد می‌کند.

### حمله بی‌دلیل
حملات بی‌دلیل توسط کوسه آغاز می‌شود - این حملات در زیستگاه طبیعی کوسه روی یک انسان زنده و بدون تحریک انسانی اتفاق می‌افتد.
حملات بی‌دلیل در سه گروه زیر قرار دارد:
- حمله به حالت ضرب و شتم - معمولاً غیر کشنده، کوسه گاز می‌گیرد و سپس ترک می‌کند. بیشتر قربانیان کوسه را نمی‌بینند. این شایع‌ترین نوع حمله است و به‌طور معمول در ناحیه ساحلی یا در آب تیره رخ می‌دهد. اعتقاد بر این است که بیشتر حملات ضرب و شتم ناشی از شناسایی اشتباه است.[۱۲]
- حمله یواشکی - قربانی معمولاً کوسه را نمی‌بیند و ممکن است چندین گاز عمیق داشته باشد.

این نوع حمله ماهیتی درنده دارد و غالباً با هدف مصرف قربانی انجام می‌شود. این اتفاق خیلی کم اتفاق می‌افتد.
- حمله ضربه و گاز - کوسه قبل از گاز گرفتن احاطه می‌کند و به قربانی ضربه می‌زند.

مشهور است که کوسه سفید بزرگ این کار را بعضاً انجام می‌دهد، که به آن «گاز آزمایشی» می‌گویند، که در آن کوسه سفید بزرگ تلاش می‌کند آنچه را که گاز گرفته می‌شود شناسایی کند. گازهای مکرر، بسته به واکنش قربانی مانند وحشت زدگی باعث می‌شود کوسه به این باور برسد که قربانی طعمه است، غیر معمول نیست و می‌تواند شدید یا کشنده باشد. اعتقاد بر این نیست که حملات ضرب و شتم ناشی از شناسایی اشتباه است.

## گونه‌های درگیر در حوادث

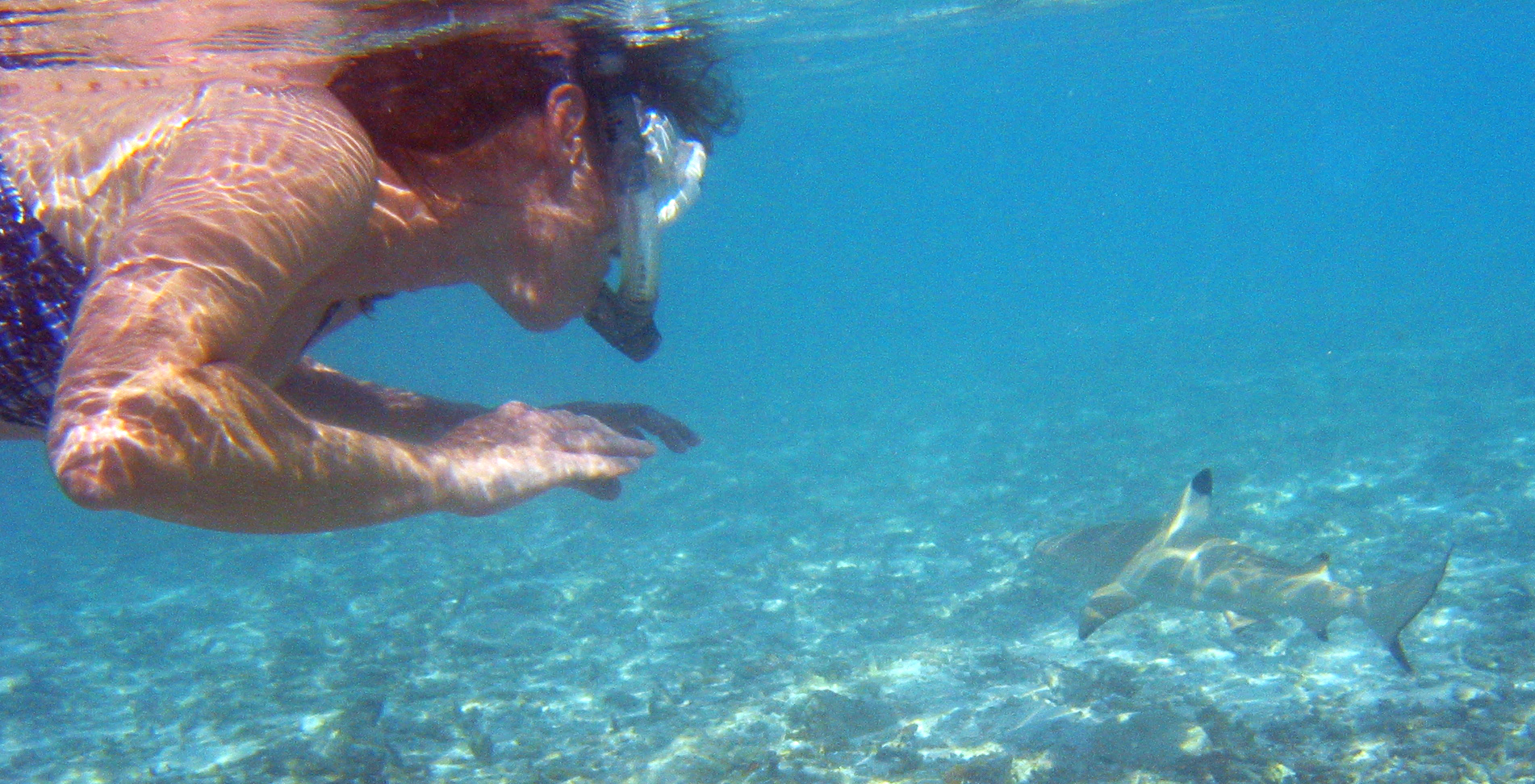
یک کوسه باله سیاه آب‌سنگی در شرایط نادر مانند دید ضعیف ممکن است انسان را گاز بگیرند و آنها را به عنوان شکار اشتباه بگیرند. با این حال، در شرایط عادی، آنها بی خطر هستند و اغلب حتی کاملاً خجالتی هستند.

سه کوسه که معمولاً درگیر میشوند.
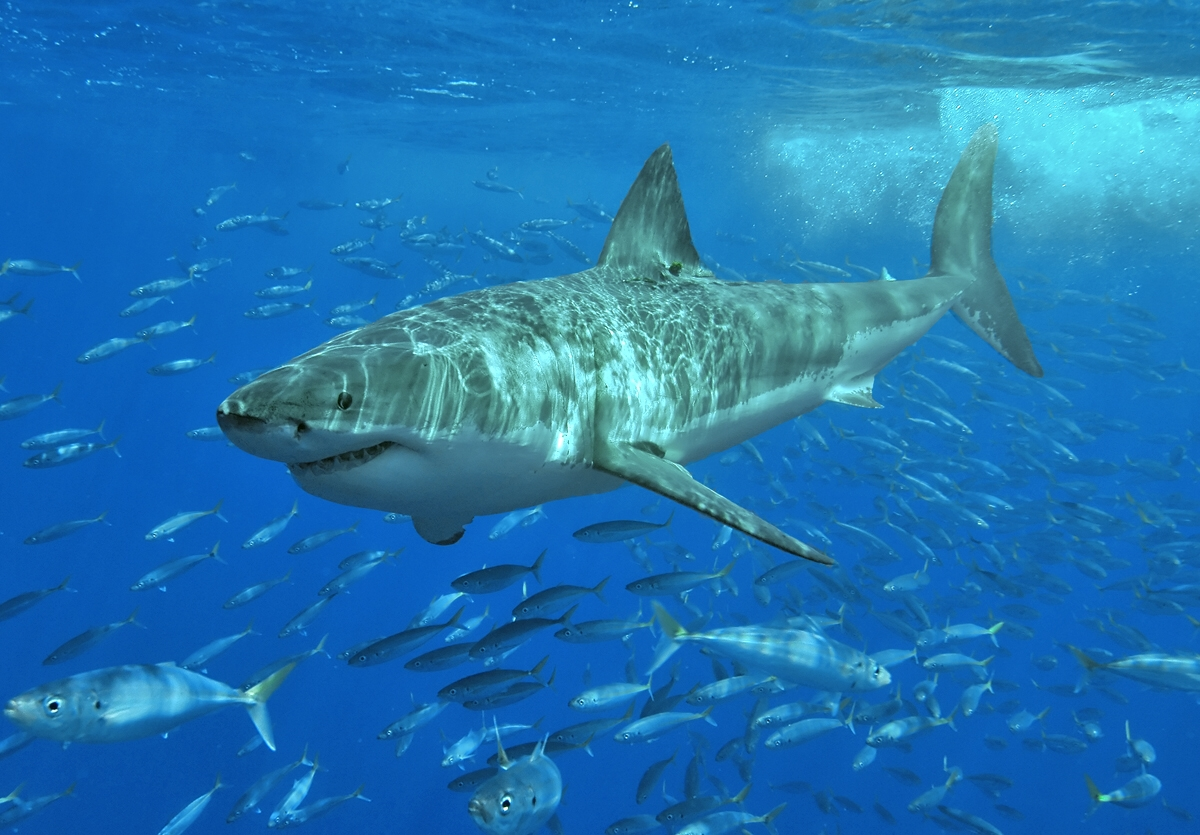
کوسه سفید بزرگ اولین در انجام حملات بی پروا
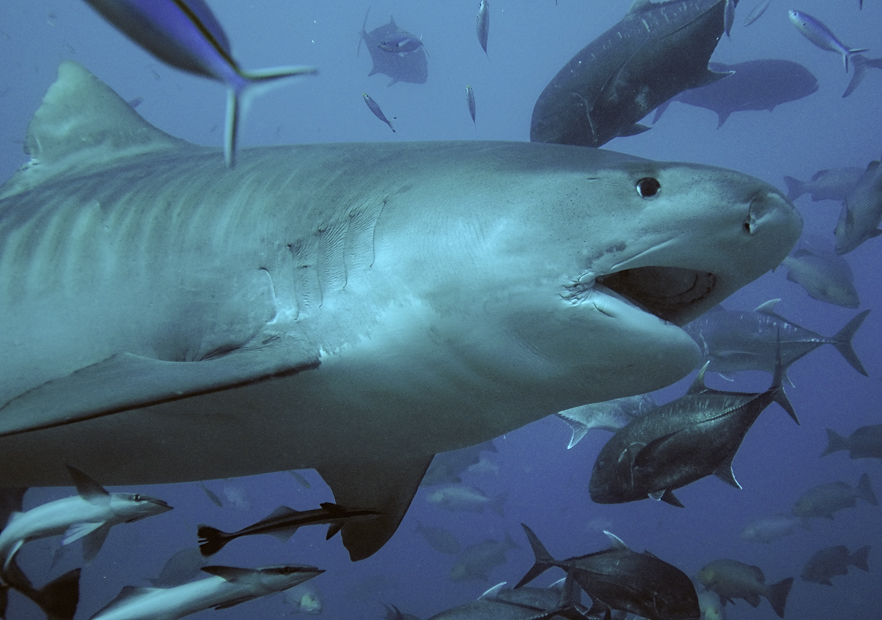
کوسه ببری دومین در انجام حملات بی پروا
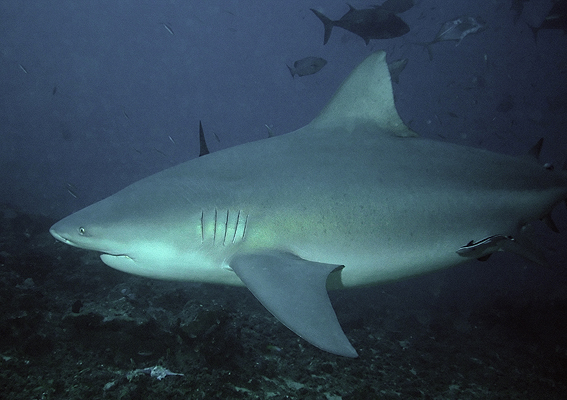
گاو کوسه سومین در انجام حملات بی پروا

## حملات قابل توجه کوسه
- جورج کولتارد (۱۸۵۶–۱۸۸۳)، کریکت باز و فوتبالیست استرالیایی
- رادنی فاکس (زادهٔ ۱۹۴۰)، فیلمساز استرالیایی و محافظه‌کار[۱۴][۱۵]
- بتانی همیلتون (زادهٔ ۱۹۹۰)، موج سوار آمریکایی
- ماتیو شیلر (۱۹۷۹–۲۰۱۱)، اسکی آبی باز فرانسوی
- بروک واتسون (۱۷۳۵–۱۸۰۷)، سرباز بریتانیایی و لرد میر لندن
- میک فانینگ (زادهٔ ۱۹۸۱)، موج سوار حرفه‌ای استرالیایی
- یواس‌اس ایندیاناپلیس (سی‌ای-۳۵) ژوئیه–اوت ۱۹۴۵
- کشتی تحقیقاتی ان‌اوآآاس ۲۳ مارس، ۱۹۴۴

همچنین گزارش‌هایی از آزار و اذیت بازماندگان حمله کوسه در رسانه‌های اجتماعی، احتمالاً توسط محیط‌بانان افراطی، وجود دارد.

## نگارخانه

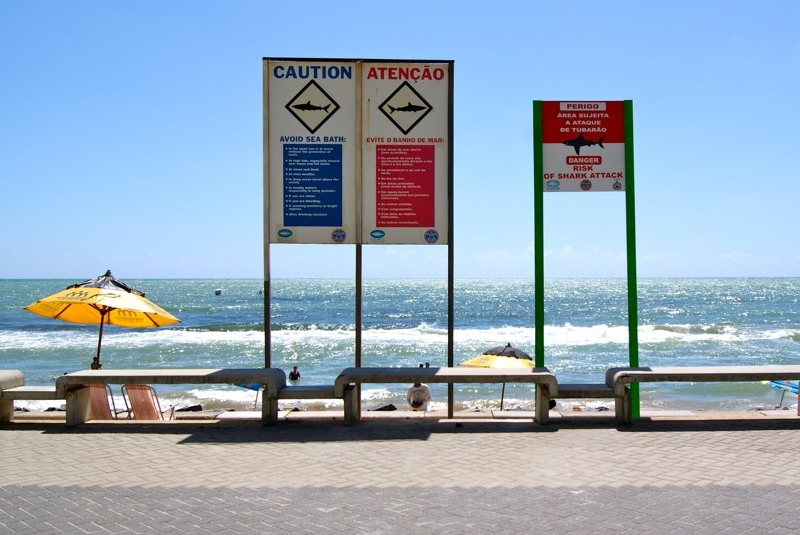
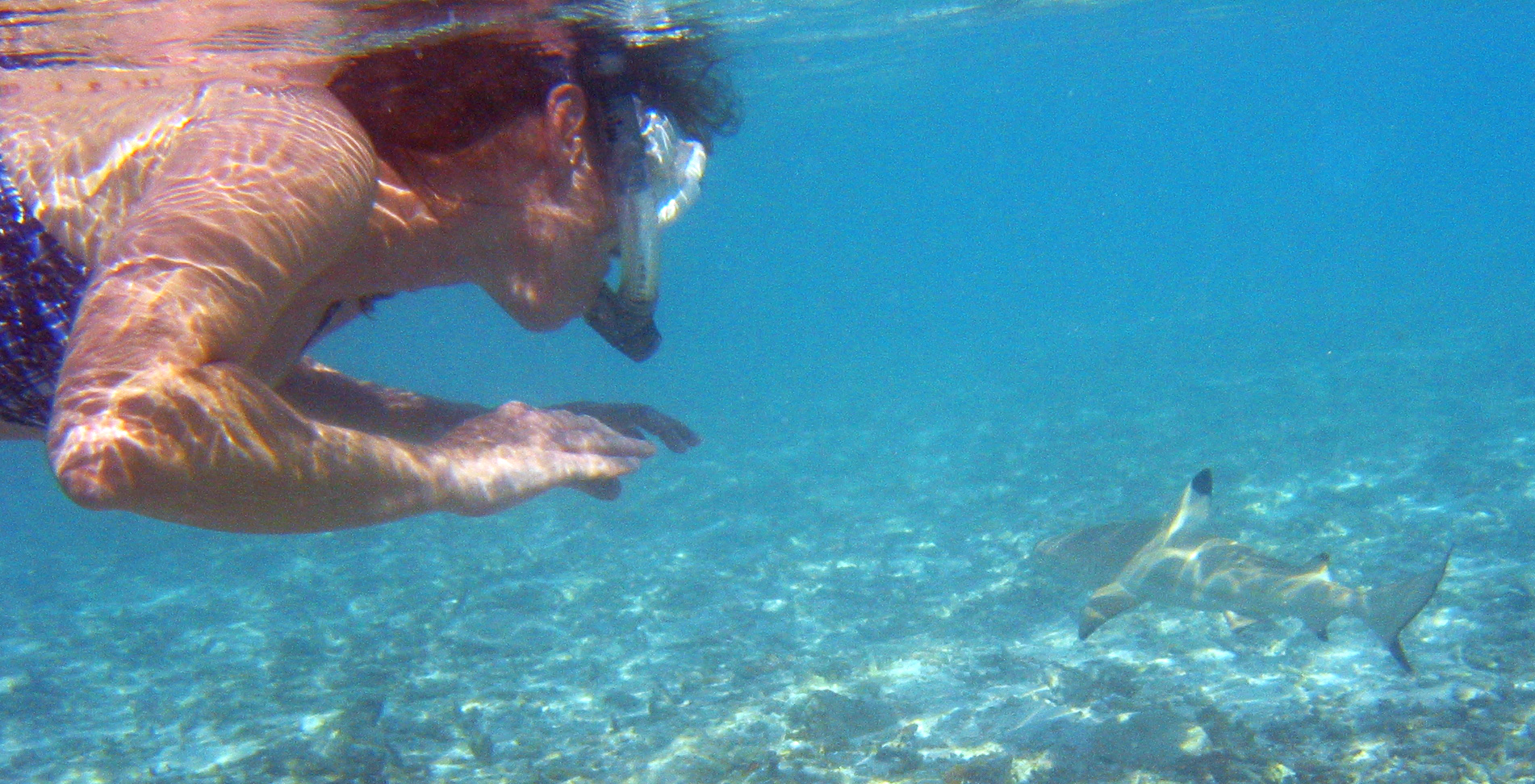
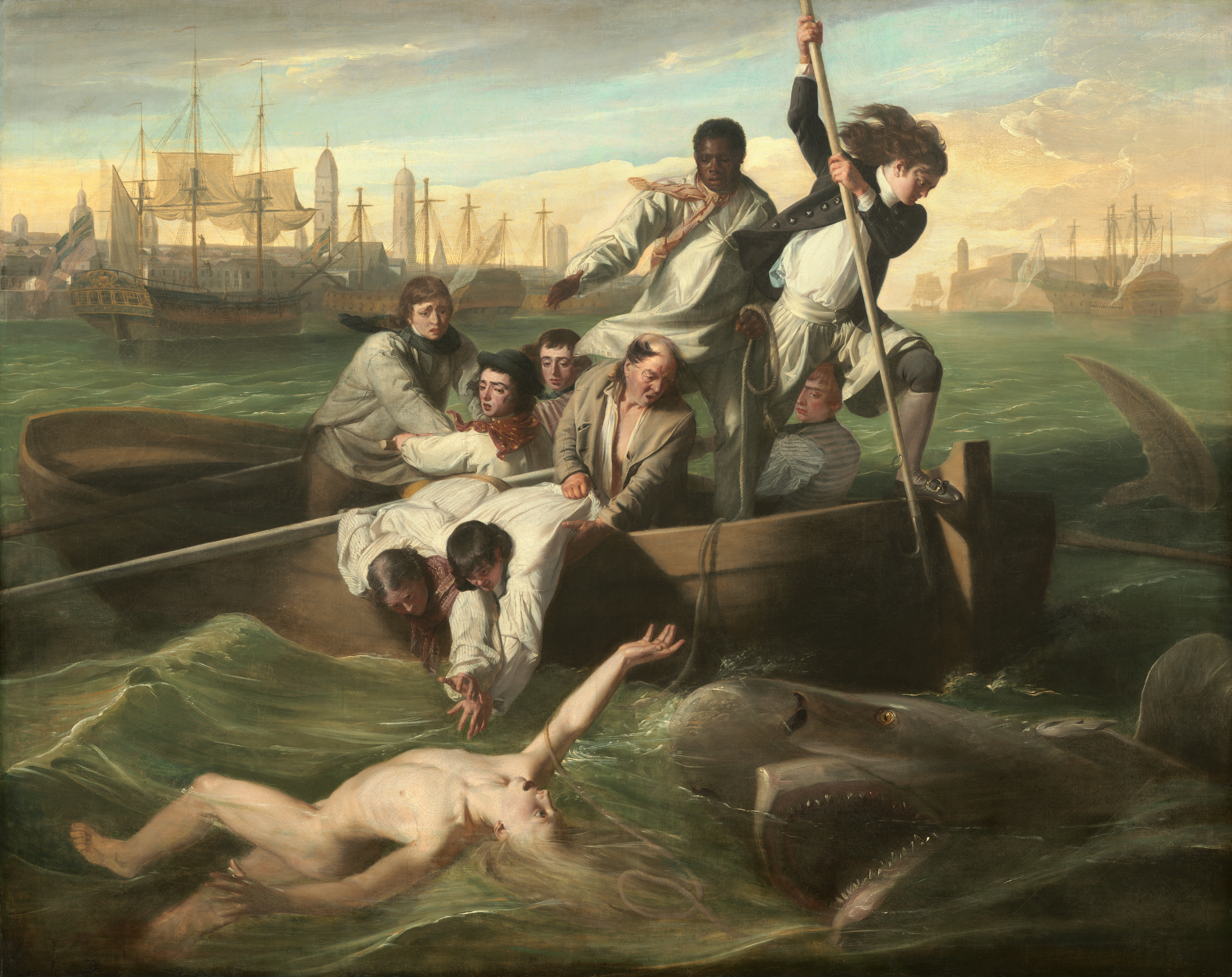
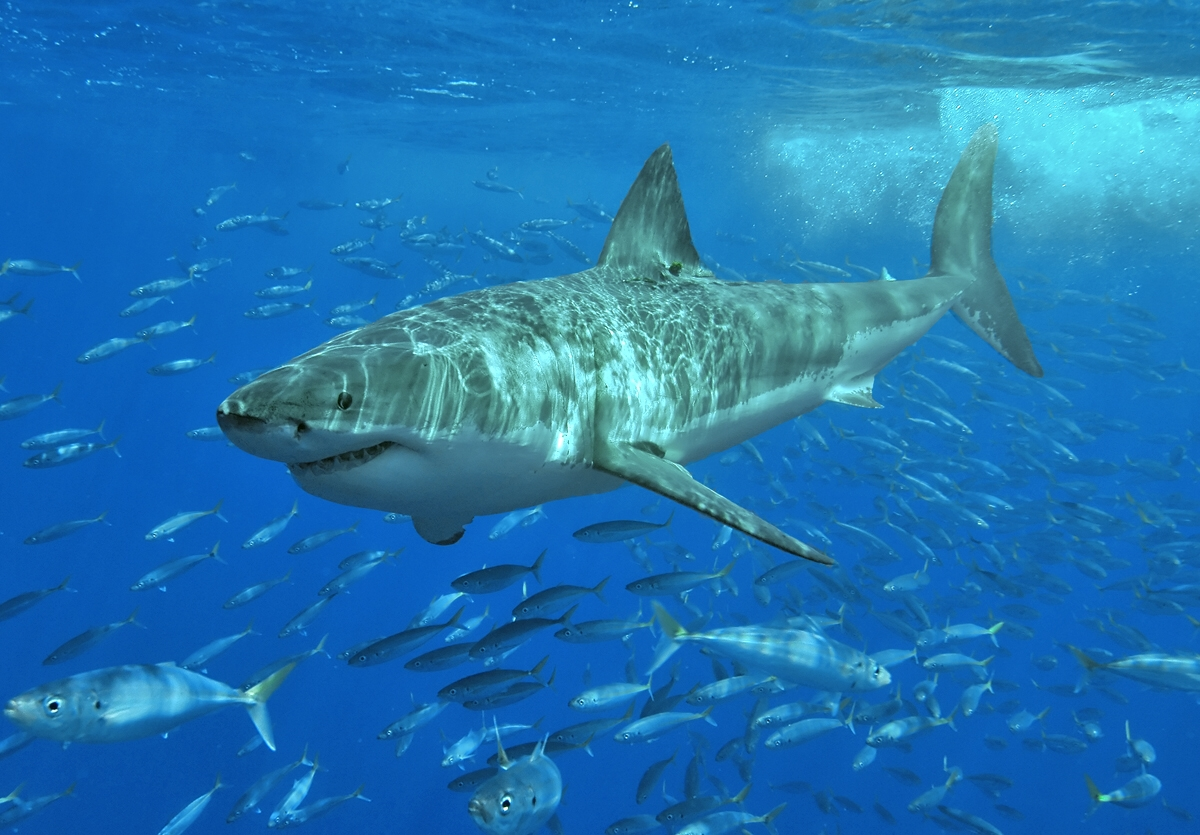
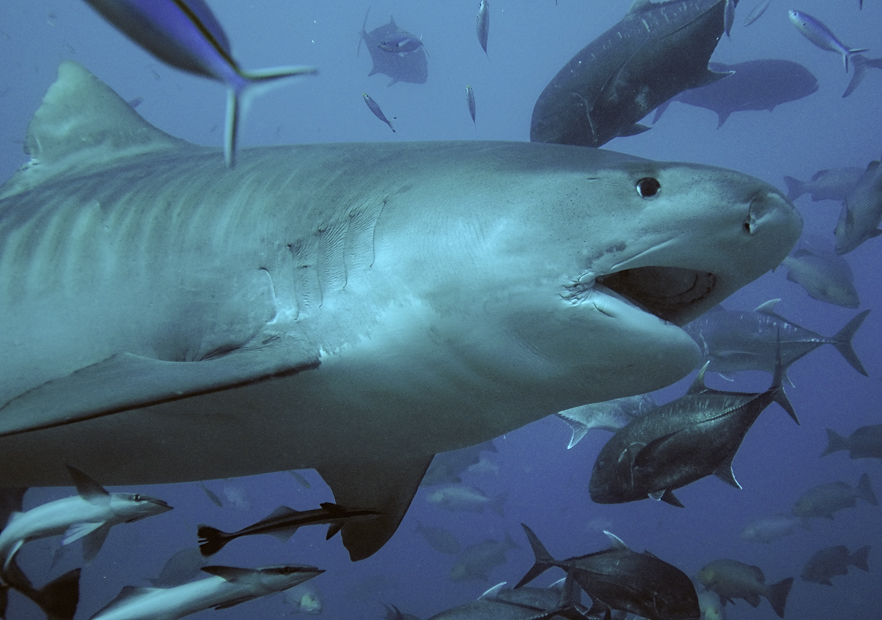
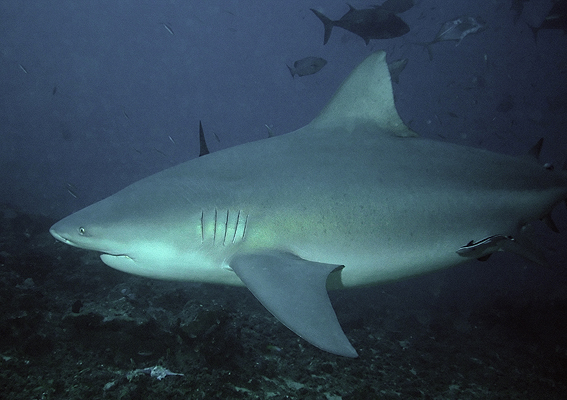
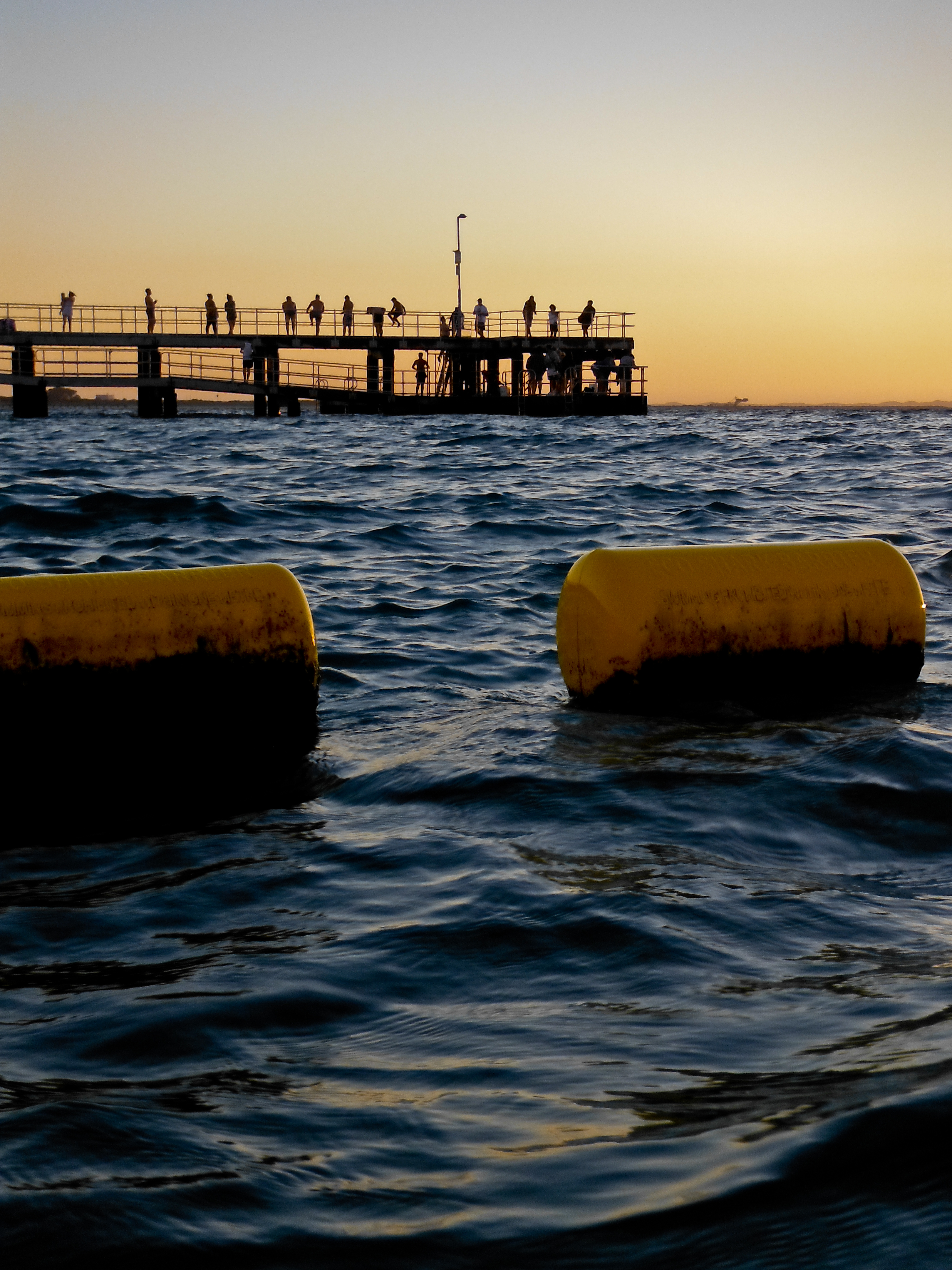